# Wölfershausen
Wölfershausen è una frazione del comune tedesco di Grabfeld.

## Storia
Il 1º gennaio 2019 il comune di Wölfershausen venne soppresso e aggregato al comune di Grabfeld.